# Slatinná louka u Velenky
Slatinná louka u Velenky se nachází u Kerska (obec Hradištko, okres Nymburk) po obou stranách Velenského potoka:  
- Slatinná louka u Velenky (národní přírodní památka) je chráněné území na levé straně potoka, vně přírodního parku Kersko – Bory
- Slatinná louka u Velenky (přírodní památka) je chráněné území na pravé straně potoka, uvnitř přírodního parku Kersko – Bory